# طب النوم السلوكي
طب النوم السلوكي هو أحد المجالات الفرعية لطب النوم، يشمل هذا المجال البحث العلمي والعلاج السريري لاضطرابات النوم المختلفة. يركز على العوامل النفسية والفيزيولوجية والسلوكية والثقافية والاجتماعية التي تؤثر على طبيعة النوم، ويدرس أيضًا تأثير النوم على هذه العوامل. تعتمد الممارسة السريرية لطب النوم على الأدلة، وتلجأ بدايةً إلى المعالجة غير الدوائية. تركز التدخلات الطبية في هذا المجال على مشاكل النوم وشكاويه المحددة، ولكن يمكن دمجها مع بقية المعالجات النفسية أو الطبية (كالعلاج الطبي لانقطاع التنفس أثناء النوم، والعلاج النفسي لاضطرابات المزاج). تتضمن الأساليب العلاجية الأساسية في مجال طب النوم كلًا من التثقيف، والتغيير المنهجي للسلوك والأفكار والعوامل البيئية التي تعيق النوم.
يعنى طب النوم بمعالجة مختلف اضطرابات النوم وخاصة الأرق، واضطراب نوم الإيقاع اليوماوي، واضطراب الكوابيس، واضطرابات النوم لدى الأطفال (كالتبول اللاإرادي، وصعوبات النوم)، وخطل النوم (كالسير أثناء النوم، وتناول الطعام أثناء النوم). يهتم طب النوم أيضًا بحل المشاكل المرافقة لانقطاع التنفس أثناء النوم (صعوبة تطبيق ضغط الهواء الإيجابي المستمر للمجاري التنفسية)، والمشاكل المرافقة لفرط النوم (كالتعب النهاري، والنعاس، والمشاكل النفسية الاجتماعية).

## التشخيص
لا تختلف طرق التقييم في طب النوم السلوكي عن تلك المتبعة في طب النوم. وتتضمن المقابلة السريرية، ويوميات النوم، والاستبيانات المعيارية، وتخطيط النوم، واختبار كمون النوم المتعدد.
تحتوي الطبعة الثالثة من التصنيف الدولي لاضطرابات النوم على معايير تشخيص اضطراب النوم، وصفت العديد من اضطرابات النوم في الدليل التشخيصي للجمعية الأمريكية للطب النفسي، والإصدار الخامس من الدليل التشخيصي والإحصائي للاضطرابات النفسية.

### الأرق
يعتبر الأرق اضطراب النوم الأشيع والأكثر معالجةً من قبل أخصائي طب النوم. تركز المقابلة السريرية للمرضى على معرفة أنماط النوم، وسوابق اضطرابات النوم، وسوابق الاضطرابات النفسية، والقصة الدوائية، وتعاطي المخدرات، ومعرفة العوامل الطبية والتنموية والاجتماعية والمهنية والثقافية التي تتعلق بموضوع النوم. تستكمل المقابلة السريرية ومذكرات النوم لدى الأطفال من قبل أحد الوالدين.
يمكن استخدام نماذج الاستبيانات المعيارية لتقييم شدة الاضطراب، والبحث عن وجود اضطرابات مرافقة، توجد العديد من الأمثلة عن هذه الاستبيانات مثل مشعر شدة الأرق، ومشعر جودة النوم، ومقياس إبوورث للنعاس. يستخدم الاستبيان الموجز لدى الرضع لتقييم أنماط النوم والاستيقاظ لدى حديثي الولادة والأطفال الصغار. تجرى الاستبيانات للأطفال مع أولياء أمورهم، وتشمل كلًا من استبيان عادات نوم الأطفال، واستبيان نوم الأطفال، وتقرير نماذج النوم لدى الأطفال. تشمل الاستبيانات المستخدمة لدى المراهقين كلًا من مقياس اليقظة والنوم لدى المراهقين، ومقياس نوعية النوم لدى المراهقين. 
لا يوصى بدراسة النوم أثناء الليل (تخطيط النوم) لتشخيص الأرق، يستخدم تخطيط النوم للكشف عن وجود اضطرابات النوم المرافقة والتي تتطلب معالجة دوائية مثل انقطاع التنفس أثناء النوم، واضطراب تململ الساقين، واضطراب نوم حركات العين السريعة السلوكي. يستخدم اختبار كمون النوم المتعدد لتشخيص اضطرابات فرط النوم كالنوم القهري.
يستخدم الأكتيغرافي (تخطيط النشاط) للحصول على معلومات حول توقيت النوم، وتقييم اضطرابات الساعة البيولوجية.

### شكايات النوم الأخرى
تقيّم شكايات النوم الأخرى بشكل مماثل لتقييم الأرق، يحال المرضى إلى أخصائي بطب النوم السلوكي بعد مراجعة طبيب النوم وإجراء الاختبارات الضرورية كتخطيط النوم واختبار كمون النوم المتعدد. تجرى المقابلة السريرية وتدرس الاستبيانات. يطلب من المرضى تتبع نومهم وجميع الاضطرابات المرافقة له كالكوابيس أو نوبات السير أثناء النوم، ويعتبر ذلك من أساسيات المعالجة.

## التدبير
يوصي أخصائيو طب النوم السريري بتطبيق المعالجات المبنية على الأدلة والمخصصة للتعامل مع اضطرابات النوم المختلفة. نشرت بعض المعالجات ضمن المبادئ التوجيهية السريرية للمنظمات الطبية مثل الأكاديمية الأمريكية لطب النوم. يكتفى الأطباء بعدد قليل من الجلسات (من جلسة إلى ثماني جلسات) للتعامل مع مرضى اضطراب النوم، وهي جلسات معرفية سلوكية منظمة تهدف إلى تثقيف المرضى وتزويدهم بالمهارات الضرورية للتحكم بطبيعة النوم والتعامل مع اضطراباته المختلفة.

### الرضع والأطفال والمراهقين
يشكو الآباء عادةً من مشاكل النوم لدى حديثي الولادة، مثل صعوبة الشروع بالنوم، وصعوبة متابعة النوم عند الاستيقاظ ليلًا. تشمل المشاكل الشائعة للأطفال بعمر ما قبل المدرسة الخوف من الظلام، ورفض النوم في وقته المحدد (وبالتالي تأخر بداية النوم)، والرغبة بالنوم المشترك مع الأهل أو الأخوة. تشمل المشاكل الشائعة للأطفال بعمر المدرسة، صعوبة الشروع في النوم بسبب اتباع أساليب النوم غير الصحية. 
لا يحصل معظم المراهقون على نومٍ كافٍ (أقل من 8-10 ساعات)، تشمل اضطرابات النوم الشائعة في مرحلة المرهقة كلًا من الأرق، واضطراب طور النوم المتأخر. يعزى ارتفاع معدلات النوم غير الكافي في مرحلة المراهقة إلى عدم التوافق بين الطبيعة الحيوية للمراهقين والمرحلة الدراسية. يحصل تغيير في النظام اليوماوي في مرحلة ما حول سن البلوغ (يميل معظم المراهقين إلى النوم والاستيقاظ بوقت متأخر). يبدأ دوام المدراس الثانوية في الساعة الثامنة والنصف وليس أبكر بحسب توصيات الأكاديمية الأمريكية لطب الأطفال.